# Partido Federal (Argentina)
O primeiro Partido Federal na Argentina, era formado por um grupo político que pugnava pelo sistema federal na República.
O federalismo proveio dos tempos da revolução de Maio, e tem sua representação máxima na figura de  José Gervasio Artigas, fundador da Liga de los Pueblos Libres, posteriormente Liga Federal.
Até a segunda metade do Século XIX esteve em luta com o Partido Unitário para decidir sobre a organização política do país.